# The Riot Club
The Riot Club (O Clube de Elite (título em Portugal) ) é um filme de suspense britânico de 2014 dirigido por Lone Scherfig e escrito por Laura Wade, baseado na peça de Wade de 2010 Posh. The Riot Club tem sido descrito como uma versão fictícia do Bullingdon Club, embora de acordo com Wade é inteiramente fictício. O filme é estrelado por Max Irons, Sam Claflin e Douglas Booth.

## Sinopse
Miles (Max Irons) sempre frequentou as melhores escolas e, com um pouco de influência, conquistou seu espaço em Oxford. Chegando lá, ele logo é recrutado pelo Riot Club, irmandade dos rapazes brancos, ricos, privilegiados e inconsequentes. Interessado na modesta e esforçada Lauren (Holliday Grainger), ele não se vê no mesmo nível dos membros do clube, mas tampouco aceita a ideia de ser excluído.[13]

## Elenco
- Max Irons[6] como Miles Richards
- Sam Claflin[7] como Alistair Ryle
- Douglas Booth[7] como Harry Villiers
- Holliday Grainger como Lauren
- Freddie Fox como James Leighton-Masters
- Natalie Dormer[8] como Charlie
- Jessica Brown Findlay como Rachel
- Sam Reid como Hugo Fraser-Tyrwhitt
- Ben Schnetzer como Dimitri Mitropoulos
- Matthew Beard como Guy Bellingfield
- Tom Hollander como Jeremy Villiers MP
- Anastasia Hille como mãe de Alistair
- Olly Alexander como Toby Maitland

## Produção
Em 5 de fevereiro de 2013 foi noticiado que HanWay embarcou Blueprint Pictures para produzir a adaptação da peça Posh escrito por Laura Wade, produzido em conjunto por Graham Broadbent e Pete Czernin para produzir com BFI Film Fund e Film4 Productions. Em 15 de março de 2013 quatro atores Robert Pattinson, Sam Claflin, Max Irons e Douglas Booth estavam circulando em torno do elenco para se juntar como protagonistas. Que mais tarde em 18 de março, Max Irons confirmou seu papel principal no filme. Em 19 de março de 2013 Sam Claflin também se juntou ao elenco, Douglas Booth também está no elenco. Em 20 de maio de 2013 Universal Pictures International adquiriu o filme para o Reino Unido e Irlanda. Em 11 de julho de 2013 Natalie Dormer também se juntou ao elenco do filme.

### Filmagem
As gravações do filme começaram em 30 de junho de 2013 em Oxford, Inglaterra. A equipe e o elenco foram vistos durante as filmagens de algumas cenas em Magpie Lane, Oxford.

## Marketing
O primeiro trailer do filme foi lançado em 15 de maio de 2014.